# دل‌درد (ترانه بیلی آیلیش)
دل درد (به انگلیسی: Bellyache) تک‌آهنگی از هنرمند اهل ایالات متحده آمریکا بیلی آیلیش است.